# Ian Smith (Cricketspieler, 1967)
Ian Smith (* 11. März 1967 in Shotley Bridge, County Durham) ist ein ehemaliger englischer Cricketspieler. Er war ein rechtshändiger Batsman und ein rechtshändiger, medium Bowler, der für Glamorgan und Durham im englischen nationalen Cricket spielte.
Smith hatte sein First-Class-Debüt 1985 bei der Tour Simbabwes in England. Bei den County Championship feierte er sein Debüt am Ende der Saison 1985 für Glamorgan, die in dieser Saison den zwölften Platz belegten. In der Saison 1986 hatten sie nur zwei Siege und beendeten die Saison als Letzter.
Während der Saison 1987 wurde Smith aufgrund einer Hüftverletzung in der Second XI eingesetzt.
In der Saison 1989 kehrte Smith ins First-Class-Team zurück. In diesem Jahr hatte er mit 116 Runs gegen Kent sein bestes Spiel.
Zur Saison 1992 wurde er vom ins First-Class-Cricket aufgestiegene Durham verpflichtet, welches als achtzehntes Mitglied in die County Championship aufgenommen wurde.
Durham gewann im ersten Jahr nur zwei Spiele, obwohl Ian Botham und Simon Brown sowie der Australier Dean Jones für sie spielten. Daraufhin wurde die Mannschaft umgebaut und Smith beendete die Karriere. In der Folge wanderte er nach Südafrika aus.
Smith trat auch bei fünf Jugend-Test-Spielen an. Zum ersten Mal war dies auf einer Tournee der englischen Mannschaft gegen das West Indies Cricket Team der Fall. Ein weiterer Einsatz erfolgte gegen Sri Lanka. Sein bestes Ergebnis bei einem Jugend-Test-Match waren 97 Runs. Des Weiteren nahm er an fünf Jugend-One-Day International teil.
| Personendaten    | Personendaten                  |
| ---------------- | ------------------------------ |
| NAME             | Smith, Ian                     |
| KURZBESCHREIBUNG | englischer Cricketspieler      |
| GEBURTSDATUM     | 11. März 1967                  |
| GEBURTSORT       | Shotley Bridge, Country Durham |